# Lijst van onroerend erfgoed in Niel
Een overzicht van het onroerend erfgoed in de gemeente Niel. Het onroerend erfgoed maakt deel uit van het cultureel erfgoed in België.

## Bouwkundig erfgoed
| Object                                       | Erfgoedstatus? | Bouwjaar of architect | Deelgemeente | Adres                                   | Coördinaten                  | Nummer? | Afbeelding                                   |
| -------------------------------------------- | -------------- | --------------------- | ------------ | --------------------------------------- | ---------------------------- | ------- | -------------------------------------------- |
| Neotraditioneel hoekhuis                     |                |                       | Niel         | Boomsestraat 2                          | 51° 6' 21" NB, 4° 19' 48" OL | 13770   | Neotraditioneel hoekhuis                     |
| Hoeve met losse bestanddelen                 | Monument       |                       | Niel         | Broeklei 2                              | 51° 6' 33" NB, 4° 19' 16" OL | 13772   | Hoeve met losse bestanddelen                 |
| Burgerhuis Huize de Klok                     |                |                       | Niel         | Ridder Berthoutlaan 1                   | 51° 6' 33" NB, 4° 19' 34" OL | 13774   | Burgerhuis Huize de Klok                     |
| Dorpswoning                                  |                |                       | Niel         | Dorpsstraat 32                          | 51° 6' 32" NB, 4° 19' 35" OL | 13777   | Dorpswoning                                  |
| Neoclasscistisch burgerhuis                  |                |                       | Niel         | Dorpsstraat 34                          | 51° 6' 32" NB, 4° 19' 35" OL | 13778   | Neoclasscistisch burgerhuis                  |
| Burgerhuis in neotradionele stijl            |                |                       | Niel         | Dorpsstraat 36                          | 51° 6' 31" NB, 4° 19' 35" OL | 13779   | Burgerhuis in neotradionele stijl            |
| Onze-Lieve-Vrouwekapel                       | Monument       |                       | Niel         | Heideplaats 1                           | 51° 6' 24" NB, 4° 19' 38" OL | 13780   | Onze-Lieve-Vrouwekapel                       |
| Neoclassicistisch burgerhuis                 |                |                       | Niel         | Heideplaats 15                          | 51° 6' 23" NB, 4° 19' 32" OL | 13781   | Neoclassicistisch burgerhuis                 |
| Parochiekerk Sint-Jozef                      |                |                       | Niel         | Hellegat                                | 51° 5' 52" NB, 4° 20' 25" OL | 13782   | Parochiekerk Sint-Jozef                      |
| Herenhuis Hof Moriau                         | Monument       |                       | Niel         | Hellegat 41                             | 51° 5' 51" NB, 4° 20' 22" OL | 13783   | Herenhuis Hof Moriau                         |
| Neoclassicistische meesterwoning             |                |                       | Niel         | Hellegat 78                             | 51° 5' 51" NB, 4° 20' 20" OL | 13784   | Neoclassicistische meesterwoning             |
| Neogotische Sint-Hubertusschool met klooster |                |                       | Niel         | Kerkstraat 3-5, 15                      | 51° 6' 35" NB, 4° 19' 45" OL | 13785   | Neogotische Sint-Hubertusschool met klooster |
| Eclectisch burgerhuis                        |                |                       | Niel         | Kerkstraat 17                           | 51° 6' 34" NB, 4° 19' 48" OL | 13787   | Eclectisch burgerhuis                        |
| Hoekhuis                                     |                |                       | Niel         | Antwerpsestraat 14                      | 51° 6' 25" NB, 4° 19' 48" OL | 13788   | Hoekhuis                                     |
| Reeks arbeiderswoningen                      |                |                       | Niel         | Nieuw Begijnhof 4-12                    | 51° 6' 26" NB, 4° 19' 30" OL | 13790   | Reeks arbeiderswoningen                      |
| Parochiekerk Onze-Lieve-Vrouw                | Monument       |                       | Niel         | St. Hubertusplein                       | 51° 6' 35" NB, 4° 19' 40" OL | 13795   | Parochiekerk Onze-Lieve-Vrouw                |
| Twee neoclassicistische stadswoningen        |                |                       | Niel         | St. Hubertusplein 5-6                   | 51° 6' 37" NB, 4° 19' 37" OL | 13796   | Twee neoclassicistische stadswoningen        |
| Burgerhuis in neo-Vlaamserenaissance-stijl   |                |                       | Niel         | St. Hubertusplein 10                    | 51° 6' 38" NB, 4° 19' 37" OL | 13798   | Burgerhuis in neo-Vlaamserenaissance-stijl   |
| Burgerhuis in neo-Vlaamserenaissance-stijl   |                |                       | Niel         | St. Hubertusplein 15                    | 51° 6' 40" NB, 4° 19' 39" OL | 13799   | Burgerhuis in neo-Vlaamserenaissance-stijl   |
| Burgerhuis gedateerd 1900                    |                |                       | Niel         | St. Hubertusplein 16                    | 51° 6' 39" NB, 4° 19' 40" OL | 13800   | Burgerhuis gedateerd 1900                    |
| Twee stadswoningen                           |                |                       | Niel         | St. Hubertusplein 25-26                 | 51° 6' 38" NB, 4° 19' 43" OL | 13801   | Twee stadswoningen                           |
| Station van Niel                             |                |                       | Niel         | Stationsstraat 143                      | 51° 6' 42" NB, 4° 20' 19" OL | 13803   | Station van Niel                             |
| Steenbakkerij De Neef-Landuyt                |                |                       | Niel         | Pastoor Huyghestraat 2, Struyfstraat 71 | 51° 5' 53" NB, 4° 20' 14" OL | 13806   | Steenbakkerij De Neef-Landuyt                |
| Arbeiderswoning                              |                |                       | Niel         | Tuyaertsstraat 80                       | 51° 6' 1" NB, 4° 20' 4" OL   | 13807   | Arbeiderswoning                              |
| Kasteel van Niel                             | dorpsgezicht   |                       | Niel         | Broeklei 1                              | 51° 6' 32" NB, 4° 19' 16" OL | 13809   | Kasteel van Niel                             |
| Oorlogsmonument begraafplaats Niel           |                |                       | Niel         | Edward Claessenslaan                    |                              | 216115  | Upload foto                                  |
| Spaans Toreken                               | Monument       |                       | Niel         | Kasteelgang 6                           |                              | 307729  | Spaans Toreken                               |

### Bouwkundige gehelen
| Object                 | Erfgoedstatus? | Bouwjaar of architect | Deelgemeente | Adres                                                                     | Coördinaten | Nummer? | Afbeelding             |
| ---------------------- | -------------- | --------------------- | ------------ | ------------------------------------------------------------------------- | ----------- | ------- | ---------------------- |
| Tuinwijk Achturenplein |                |                       | Niel         | Achturenplein 1-47, Jozef Wauterslaan 1-58, 59-85, Landbouwstraat 109-139 |             | 120723  | Tuinwijk Achturenplein |